# إيان مارش (كاتب)
إيان مارش (من مواليد 2 أكتوبر 1960 في كانتربيري، كنت، إنجلترا) كاتب ومحرر بريطاني.

## مسيرته
تخرج إيان مارش في عام 1983 من جامعة سري، غلدفورد، بدرجة الشرف في تكنولوجيا المواد (وتسمى أيضًا علم المواد). جنبا إلى جنب مع أصدقاء المدرسة مايك لويس ومارك جاسكوين، كتب وحرر لعب الأدوار دراغون لوردز من 1980 إلى 1984.
في عام 1983 انضم إلى فريق عمل ورشة الالعاب، لندن. أصبح مساعد تحرير في لعب الأدوار في ورشة الألعاب القزم الابيض في يناير 1984، وتقدم إلى محرر مساعد وأخيراً محرر.
نجح مارش يان ليفينغستون كمحرر لـ القزم الابيض ، لكنه استمر في أربعة إصدارت فقط؛ بعدها انتقل القزم الابيض إلى نوتنغهام مع باقي أعضاء ورشة الألعاب، لكن اختار مارش عدم الانتقال مع المجلة.
كان القزم الابيض 77 اخر إصدار يعمل فيه مارش كمحرر تضمنت صفحة المحتويات قصيدة تتعلق بالمدير الإداري الجديد للشركة بريان انسيل، تحت عنوان «ايقاف بريان انسيل».
عندما انتقلت شركة ورشة الالعاب إلى نوتنغهام في عام 1986، ترك مارش الشركة مفضلاً البقاء في لندن.
في عام 1989، اتصل بـ بيتر دافيل ايفانز في Virgin Books حول كتابة لعبة جديدة للعب أدوار دكتور هو، تايم لورد، بعد انتهاء صلاحية الترخيص الذي حصلت عليه FASA. تايم لورد (لعبة لعب الأدوار) تحققت في عام 1991 كغلاف ورقي تم توزيعه من خلال تجارة الكتب. في عام 1996، استعاد مارش حقوق تايم لورد وأعاد نشره مجانًا على الإنترنت.
انتقل إلى فريش ووتر في جزيرت وايت بالمملكة المتحدة في عام 1999 وأنشأ موزعًا لأرقام المناورات القتالية 15s. يدير هو ولويس بشكل مشترك المناورات التي تحكم الناشر اوزلم والالعاب والتي نشرت قواعد ألعاب مجانًا على الإنترنت في عام 2003. نشرت العاب اوزلم إمبراطوريات المريخ، قواعد مناورات الخيال العلمي الفيكتورية لويس في عام 2007، متأثرة بما يسمى الHuzzah!، والتي تم تحريرها وتصميمها بواسطة مارش.